# 斯氏无齿蛤
斯氏无齿蛤（学名：Pegophysema bialata），又名伊勢白貝、球滿月蛤，是一種圓形的雙殼綱物種。

## 型態特徵
本物種的分類曾多次改動，其形態特徵表明本物種乃满月蛤科的一個物種：殼呈圓扇形，殼中型大小約6公分，殼鼓起，殼頂漸尖，殼表密佈圓弧螺紋。殼色白兼有褐色斑。

## 分佈
本物種分佈於西太平洋及印度洋海域，當中在西太平洋見於台灣海峽及中华人民共和国的山東煙台、東 島、福建、海南省乐东黎族自治县莺歌海镇、廣西北部等地、越南的慶和省及寧順省、韩国、日本等地。其化石出現於日本廣島的新生代第四紀更新世。

## 棲息地
常栖息在潮间带至潮下带或淺海的珊瑚沙底。